# チランジア・フィリフォリア
チランジア・フィリフォリア Tillandsia filifolia は、パイナップル科の植物の1つでいわゆるエアープランツの1つである。きわめて細い葉を多数着ける。

## 特徴
茎の伸びない着生植物で、高さは30cmほど。葉は線形で灰色の鱗片があり、長さ15-30cmに対して葉幅が1mmほどしかない。先端は細く尖って糸状。細い葉は40-50本ばかりが根元から放射状に突き出て伸び、先端は次第にしなだれ、逆に根元の分は幅広くなり集まって小さな球形になる。。
花茎は直立に出て、その径は1mm。花茎苞は瓦重ねで、多くは糸状で反り返る。花序は穂状か円錐状になり、長さ15cm。穂状花序には10-16個の花をつける。花軸はとても細く、波状に湾曲する。1次苞は短い。花苞は、楕円形でやや膜質ではっきりした脈があって、長さは7-8mm。萼片は楕円形で、長さは7-8mm。花弁は淡いライラック色で、長さ10mm。雄蘂は花弁から少しだけ顔を出す。花弁は開き、花序全体としては枝を広げた上にまばらに花をつける。
種小名は「糸のような葉」を意味する。チランジア亜属。

## 分布
メキシコ南部からコスタリカまで分布し、最高標高は300m。

## 類似種
フックシー T. fuchsii に品種としてグラシリス f.gracilis があり、これは特に葉が細いものなので本種とかなり似ているが、この種は表面に鱗片（トリコーム）が多く、やや灰緑色になる。花が咲くと紫の筒状花なので大いに異なる。ちなみにいずれも細い針のような葉であるが、本種の方がややくねって伸びるのに対して、この品種はぴんと真っ直ぐに伸びる。他方で手触りでは本種の方がすべすべで硬い。なお、この種のこの品種は現在エアプランツとして出回っている中でもっともよく見られるものの一つであり、本種もかなり普及してはいるが、見かけることはずっと少ない。

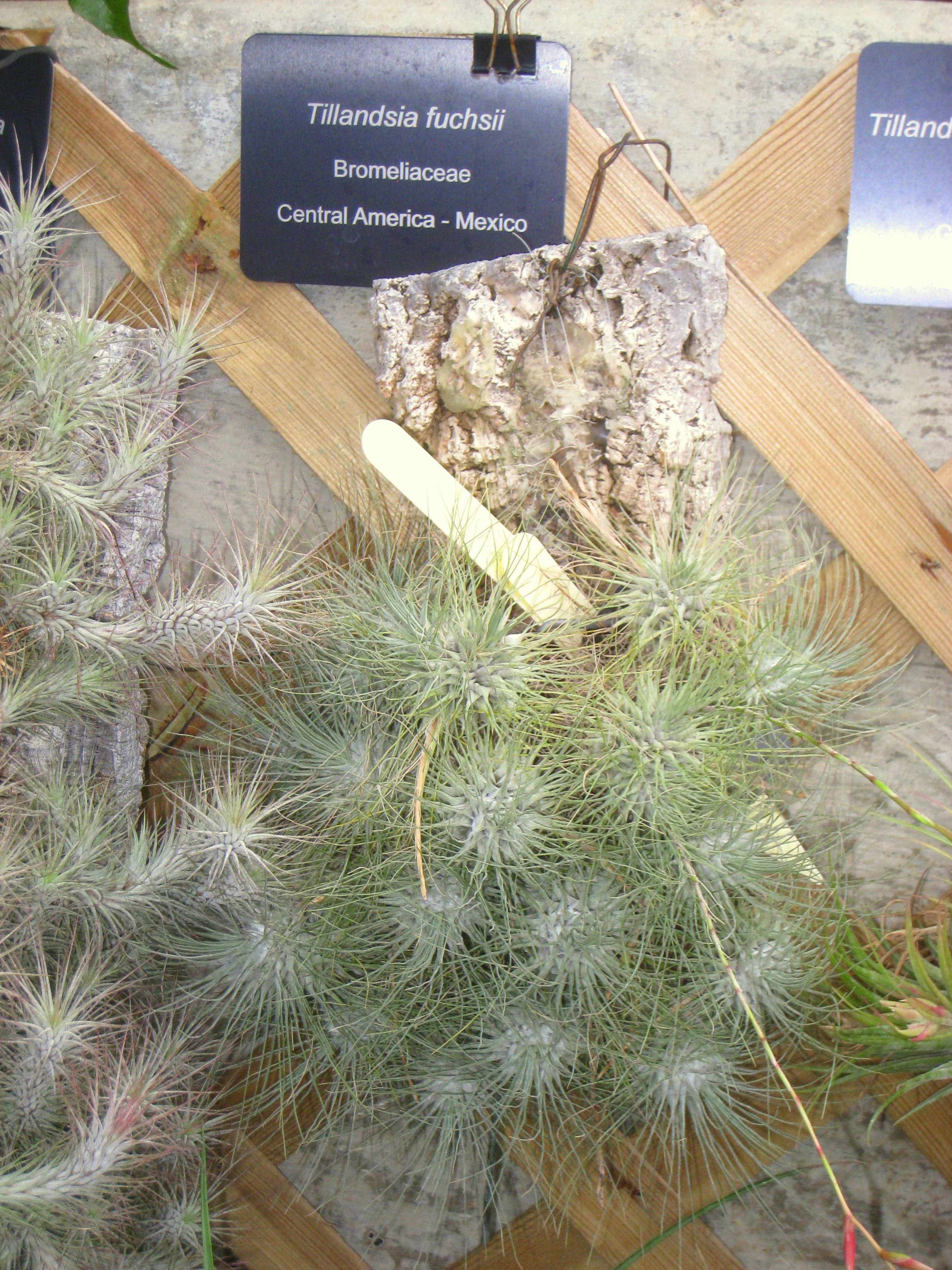
フックシー(多分グラシリス)

## 利用
エアープランツの1つとして観賞用に栽培される。独特の葉姿が興味深く、また薄紫の花弁が反り返り、それが多数並ぶ姿は山野草のような雰囲気で、独特の魅力がある。その花序の様子は夜空の花火にも似ており、毎朝数花ずつ開花させるので長く楽しめる。
比較的水を好み、乾燥には弱い。また、外に出すと往々にして風に吹き飛ばされてしまうので注意が必要とのこと。